# Ooencyrtus clavatus
Ooencyrtus clavatus är en stekelart som beskrevs av Sushil och Muhammad Sharif Khan 1995. Ooencyrtus clavatus ingår i släktet Ooencyrtus och familjen sköldlussteklar. Inga underarter finns listade i Catalogue of Life.